# Візерунки шляхів
Візерунки шляхів — український вокально-інструментальний ансамбль (ВІА) початку 1970-х із міста Києва, який зібрав у своєму складі найкращих музикантів у цьому жанрі на той час.

## Історія
ВІА «Візерунки шляхів» утворився 1974 року в Києві коли об'єдналися музиканти попередніх гуртів Тараса Петриненка «Дзвони» та «Еней», який він покинув за три роки до того, щоб грати у гурті «Дзвони». Записали на «Мелодії» платівку, яка містила й пісні з репертуару «Енея» — «Калина», «Марійка була». Того ж року «Візерунки шляхів» прийняли до «Укрконцерту», де вони під новою назвою «Гроно» проіснували ще рік. У ті радянські часи ВІА не міг виступати самостійно, а повинен був належати до якоїсь організації. Формально «Візерунки шляхів» належали Київпасавтотрансу. Отож назва гурту пов'язана з цією організацією й означає «візерунки слідів від коліс». Формально художнім керівником був Валерій Ярликов. Музичним (і фактичним) керівником був Тарас Петриненко.
Після цього Тараса Петриненка забрали до війська. Залишившись без лідера, музиканти розійшлися по інших проєктах. У 1986 році Петриненко разом з гітаристом Ігорем Шабловським та співачкою Тетяною Горобець відродив «Гроно».

## Подальша доля учасників колективу
Павло Жагун проявив себе не лише, як музикант, але й автор текстів, наприклад, написав багато текстів для пісень Ігоря Ніколаєва: «Старая мельница», «День рождения».
Тарас Петриненко та Ігор Шабловський відродили гурт «Гроно»;
Нині Шабловський проживає у США.
Микола Кирилін одружився з композиторкою Іриною Кириліною, пізніше став музикантом акомпанувального гурту «Рецитал» Алли Пугачової у Москві. Також працював директором у Леоніда Агутіна.

## Дискографія
1976 року фірма «Мелодія» випустила єдину платівку гурту. Репертуар повинен був відповідати радянським канонам, тому пісні першого боку платівки повинні були нести ідеологічне навантаження:
1. «Пісня про Щорса» — музика Матвія Блантера, слова Михайла Голодного (російською мовою).
2. «Камінь сонця» — музика Ігоря Шамо, слова Олексія Коломійця.
3. «Я люблю твої тихі затоки» — музика Костянтина Мяскова, слова Віктора Герасимова.
4. «Гуахіра[en]» — народна кубинська пісня (іспанською мовою).

Друга частина платівки також обумовлювалась, але свободи творчості було більше, можна було використовувати авторську пісню та українські народні пісні.
1. «Коло млина калина» (народна в обробці Ю. Кузика).
2. «Марійка» (народна в обробці Кирила Стеценка).
3. «Весна і ти» (музика і слова Петриненка).
4. «Била мене мати» (народна в обробці Петриненка).